# Глиняны
Глиня́ны (укр. Глиня́ни) — город во Львовском районе Львовской области Украины. Административный центр Глинянской городской общины.

## Географическое положение
Расположен на речке Перегноевка (бассейн Вислы), в 46 км северо-восточнее областного и районного центра города Львов и в 37 км от Золочева.

## История
Глиняны — один из древнейших городов Львовской области.
Территория, на которой сейчас находятся Глиняны, была заселена уже в эпоху позднего палеолита, то есть около 20 тыс. лет тому назад. В древнерусский период (XI—XIII века) здесь на берегу речки Полтвы существовало довольно большое поселение.
Первое письменное упоминание о Глинянах относится к 1379 году. В первой половине XIV в. Глиняны входили в состав Галицко-Волынского княжества. Позже поселение входило в состав Львовской земли Русского воеводства Польши. 12 мая 1397 года король Владислав II Ягайло предоставил Глинянам Магдебургское право, а окружающие земли передал роду Крушельницких.
Через Глиняны проходил Глинянский тракт из Львова (от одноименной башни) на Москву, Валахию, Волынь, Подолье, Буковину.
Город принадлежал польскому королю. В 1578 Глиняны получили право на проведение 3 ярмарок в год.
Для защиты от неоднократных набегов турецко-татарских отрядов в начале XVI века вокруг города вырыли глубокий ров, наполненный водой, насыпали высокий вал (частично сохранившийся до наших дней). В 1603 был построен деревянно-земляной замок.
Кроме традиционных для средневековых городов промыслов, в Глинянах особое развитие получило ткачество. На протяжении XVII—XIX вв. в городе насчитывалось более 500 ткачей. Полотно, произведённое в Глинянах, вывозили в Гданьск. Впоследствии местные ткачи стали специализироваться на знаменитых Глинянский коврах, скатертях, полотенцах. В 1886 здесь было организовано художественно-промышленное «Ткацкое общество», а при нём — ткацкая школа. В конце XIX — начале XX века в городе шла «бойкая торговля хлебом».
В 1921 в Глинянах создана ковровая фабрика, продукция которой экспонировалась на выставках в Варшаве, Париже, Нью-Йорке. На выставке в Познани в 1929 Глинянские ковры были отмечены золотой медалью. До 1939 года изделия фабрики получали высшие награды на международных парижских и нью-йоркских выставках.
1 июля 1941 года селение заняли наступавшие немецкие войска, в период оккупации здесь действовала антифашистская организация «Освобождение Отчизны». 20 июля 1944 года Глиняны освободили советские войска.
В 1940—1962 гг. посёлок являлся административным центром Глинянского района
В 1970 году здесь действовали маслосыродельный завод и фабрика художественных изделий.
В 1978 году численность населения составляла 4 тыс. человек, здесь действовали фабрика художественных изделий, хлебозавод, сыроварный цех Золочевского сыроварного завода, производственное отделение райсельхозтехники, совхоз, дом быта, средняя школа, больница, Дом культуры, две библиотеки.
В июле 1995 года Кабинет министров Украины утвердил решение о приватизации находившегося здесь птицеводческого совхоза.

## Население
По данным переписи 2001 года, украинцы составляли 98,78 % населения города.

### Языковой состав
Родной язык населения по данным переписи 2001 года:
| Язык       | Численность, чел. | Доля     |
| ---------- | ----------------- | -------- |
| Украинский | 3 348             | 99,29 %  |
| Другое     | 24                | 0,71 %   |
| Итого      | 3 372             | 100,00 % |

Украинский язык является основным и единственным официальным языком города.

## Транспорт
Находится в 10 км от железнодорожной станции Красне на линии Львов — Тернополь Львовской железной дороги.

## Достопримечательности
- Костел Святого Духа XVII века
- Деревянная церковь Успения Пресвятой Богородицы (1749 г.), в которой сберегается икона Распятия конца XV века
- Грекокатолическая церковь святого Николая (1894)